# Seven de Australia 2008
El Seven de Australia de 2008 fue la quinta edición del torneo australiano de rugby 7, fue el sexto torneo de la temporada 2007-08 de la Serie Mundial Masculina de Rugby 7.
Se disputó en la instalaciones del Adelaide Oval de Adelaide.

## Fase de grupos

### Grupo A
| Equipo        | Encuentros | Encuentros | Encuentros | Encuentros | Tantos  | Tantos    | Tantos     | Puntos |
| Equipo        | jugados    | ganados    | empatados  | perdidos   | a favor | en contra | diferencia | Puntos |
| ------------- | ---------- | ---------- | ---------- | ---------- | ------- | --------- | ---------- | ------ |
| Nueva Zelanda | 3          | 3          | 0          | 0          | 92      | 31        | +61        | 9      |
| Islas Cook    | 3          | 1          | 0          | 2          | 64      | 76        | -12        | 5      |
| Argentina     | 3          | 1          | 0          | 2          | 54      | 78        | -24        | 5      |
| Escocia       | 3          | 1          | 0          | 2          | 49      | 74        | -25        | 5      |

Nota: Se otorgan 3 puntos al equipo que gane un partido, 2 al que empate y 1 al que pierda

### Grupo B
| Equipo | Encuentros | Encuentros | Encuentros | Encuentros | Tantos  | Tantos    | Tantos     | Puntos |
| Equipo | jugados    | ganados    | empatados  | perdidos   | a favor | en contra | diferencia | Puntos |
| ------ | ---------- | ---------- | ---------- | ---------- | ------- | --------- | ---------- | ------ |
| Samoa  | 3          | 3          | 0          | 0          | 73      | 55        | +18        | 9      |
| Tonga  | 3          | 2          | 0          | 1          | 84      | 31        | +53        | 7      |
| Gales  | 3          | 1          | 0          | 2          | 60      | 64        | -4         | 5      |
| Japón  | 3          | 0          | 0          | 3          | 43      | 110       | -67        | 3      |

### Grupo C
| Equipo         | Encuentros | Encuentros | Encuentros | Encuentros | Tantos  | Tantos    | Tantos     | Puntos |
| Equipo         | jugados    | ganados    | empatados  | perdidos   | a favor | en contra | diferencia | Puntos |
| -------------- | ---------- | ---------- | ---------- | ---------- | ------- | --------- | ---------- | ------ |
| Sudáfrica      | 3          | 3          | 0          | 0          | 83      | 24        | +59        | 9      |
| Australia      | 3          | 2          | 0          | 1          | 59      | 52        | +7         | 7      |
| Estados Unidos | 3          | 1          | 0          | 2          | 38      | 91        | -53        | 5      |
| Canadá         | 3          | 0          | 0          | 3          | 48      | 61        | -13        | 3      |

### Grupo D
| Equipo     | Encuentros | Encuentros | Encuentros | Encuentros | Tantos  | Tantos    | Tantos     | Puntos |
| Equipo     | jugados    | ganados    | empatados  | perdidos   | a favor | en contra | diferencia | Puntos |
| ---------- | ---------- | ---------- | ---------- | ---------- | ------- | --------- | ---------- | ------ |
| Fiyi       | 3          | 3          | 0          | 0          | 93      | 38        | +55        | 9      |
| Kenia      | 3          | 2          | 0          | 1          | 52      | 51        | +1         | 7      |
| Francia    | 3          | 1          | 0          | 2          | 43      | 66        | -23        | 5      |
| Inglaterra | 3          | 0          | 0          | 3          | 34      | 67        | -33        | 3      |

## Fase Final

### Cuartos de final
| 6 de abril | Nueva Zelanda | 19 - 14 | Tonga |  |  |

| 6 de abril | Fiyi | 28 - 7 | Australia |  |  |

| 6 de abril | Sudáfrica | 19 - 5 | Kenia |  |  |

| 6 de abril | Samoa | 48 - 0 | Islas Cook |  |  |

### Semifinal
| 6 de abril | Nueva Zelanda | 17 - 14 | Fiyi |  |  |

| 6 de abril | Sudáfrica | 17 - 12 | Samoa |  |  |

### Final
| 6 de abril | Nueva Zelanda | 7 - 15 | Sudáfrica |  |  |

| Bandera de Sudáfrica   |
| Campeón Sudáfrica      |
| 1º título del circuito |